# Puchar Ekstraklasy (2008/2009)
Puchar Ekstraklasy 2008/2009 – turniej piłkarski w Polsce mający na celu wyłonienie zdobywcy Pucharu Ekstraklasy w sezonie 2008/2009. W rozgrywkach brało udział 16 drużyn występujących w sezonie 2008/2009 w Ekstraklasie.
W Pucharze Ekstraklasy w sezonie 2008/2009 brały udział następujące drużyny:
- Cracovia
- GKS Bełchatów
- Górnik Zabrze
- Jagiellonia Białystok
- Lech Poznań
- Legia Warszawa
- ŁKS Łódź
- Odra Wodzisław Śląski
- Polonia Bytom
- Ruch Chorzów
- Wisła Kraków
- Arka Gdynia
- Piast Gliwice
- Polonia Warszawa
- Lechia Gdańsk
- Śląsk Wrocław

Podzielone były na 4 czterozespołowe grupy. Z każdej grupy 2 najlepsze drużyny awansowały do ćwierćfinału, który był rozgrywany metodą mecz-rewanż. Zwycięzcy awansowali do półfinału (mecz-rewanż). Finał rozgrywany był na stadionie zespołu, który zajął wyższą lokatę w lidze w poprzednim sezonie (czyli stadionie Odry Wodzisław).

## Wyniki

### Faza grupowa

#### Grupa A
Po 6 kolejkach:
| Drużyna       | Pkt | M | Z | R | P | Br+ | Br- | +/- |
| ------------- | --- | - | - | - | - | --- | --- | --- |
| Piast Gliwice | 10  | 6 | 3 | 1 | 2 | 9   | 9   | 0   |
| Śląsk Wrocław | 10  | 6 | 3 | 1 | 2 | 8   | 5   | +3  |
| Wisła Kraków  | 8   | 6 | 2 | 2 | 2 | 6   | 6   | 0   |
| Cracovia      | 5   | 6 | 1 | 2 | 3 | 3   | 6   | -3  |

#### Grupa B
Po 6 kolejkach:
| Drużyna               | Pkt | M | Z | R | P | Br+ | Br- | +/- |
| --------------------- | --- | - | - | - | - | --- | --- | --- |
| Ruch Chorzów          | 9   | 6 | 2 | 3 | 1 | 9   | 8   | +1  |
| Odra Wodzisław Śląski | 9   | 6 | 2 | 3 | 1 | 8   | 6   | +2  |
| Górnik Zabrze         | 9   | 6 | 2 | 3 | 1 | 6   | 4   | +2  |
| Polonia Bytom         | 4   | 6 | 1 | 1 | 4 | 5   | 10  | -5  |

#### Grupa C
Po 6 kolejkach:
| Drużyna       | Pkt | M | Z | R | P | Br+ | Br- | +/- |
| ------------- | --- | - | - | - | - | --- | --- | --- |
| Arka Gdynia   | 14  | 6 | 4 | 2 | 0 | 14  | 5   | +9  |
| GKS Bełchatów | 10  | 6 | 2 | 4 | 0 | 11  | 7   | +4  |
| Lechia Gdańsk | 4   | 6 | 1 | 1 | 4 | 4   | 7   | -3  |
| Lech Poznań   | 4   | 6 | 1 | 1 | 4 | 4   | 14  | -10 |

#### Grupa D
Po 6 kolejkach:
| Drużyna               | Pkt | M | Z | R | P | Br+ | Br- | +/- |
| --------------------- | --- | - | - | - | - | --- | --- | --- |
| Legia Warszawa        | 13  | 6 | 4 | 1 | 1 | 13  | 7   | +6  |
| Polonia Warszawa      | 11  | 6 | 3 | 2 | 1 | 7   | 6   | +1  |
| Jagiellonia Białystok | 8   | 6 | 2 | 2 | 2 | 10  | 8   | +2  |
| ŁKS Łódź              | 1   | 6 | 0 | 1 | 5 | 6   | 15  | -9  |

### Ćwierćfinały
| 20 lutego 2009 18.00 | GKS Bełchatów · Ujek 80' (pen.) | 1 – 10-0 | Legia Warszawa · Gol 65' (o.g.) | Stadion GKS, Bełchatów Sędzia: Tomasz Mikulski (Lublin) |
|                      |                                 |          |                                 |                                                         |

| 27 marca 2009 18.00 | Legia Warszawa · Jarzębowski 20' | 1 – 21-0 | GKS Bełchatów · Rachwał 63' · Nowak 90' | Stadion Wojska Polskiego, Warszawa Sędzia: Adam Kajzer (Rzeszów) |
|                     |                                  |          |                                         |                                                                  |

| 26 marca 2009 18.00 | Polonia Warszawa | 0 – 20-1 | Arka Gdynia · Karwan 27' · Wachowicz 60' | Stadion Polonii, Warszawa Sędzia: Mirosław Górecki (Katowice) |
|                     |                  |          |                                          |                                                               |

| 31 marca 2009 19.45 | Arka Gdynia · Sokołowski 16' · Ława 42' | 2 – 22-2 | Polonia Warszawa · Makowski 2' · Mierzejewski 9' | Stadion GOSiR, Gdynia Sędzia: Piotr Wasielewski (Kalisz) |
|                     |                                         |          |                                                  |                                                          |

| 24 marca 2009 18.00 | Odra Wodzisław Śląski · Wodecki 54' · Kokoszka 65' | 2 – 20-1 | Piast Gliwice · Kłos 2' (o.g.) · Sedláček 89' (pen.) | Stadion Aleja, Wodzisław Śląski Sędzia: Artur Radziszewski (Warszawa) |
|                     |                                                    |          |                                                      |                                                                       |

| 31 marca 2009 17.00 | Piast Gliwice · Olszar 20' · Wilczek 59' | 2:2 k. 2:41-1 | Odra Wodzisław Śląski · Kowalczyk 45' 51' (pen.) | Stadion Aleja, Wodzisław Śląski Sędzia: Szymon Marciniak (Płock) |
|                     |                                          |               |                                                  |                                                                  |

| 25 marca 2009 18.00 | Śląsk Wrocław | 3 – 0w/o | Ruch Chorzów | Stadion Oporowska, Wrocław Sędzia: Adam Lyczmański (Bydgoszcz) |
|                     |               |          |              |                                                                |

| 30 marca 2009 18.00 | Ruch Chorzów | 0 – 10-1 | Śląsk Wrocław · Dudek 37' | Stadion Śląski, Chorzów Sędzia: Piotr Siedlecki (ur. 1976) (Warszawa) |
|                     |              |          |                           |                                                                       |

### Półfinały
| 21 kwietnia 2009 17.30 | Odra Wodzisław Śląski | 0 – 00-0 | GKS Bełchatów | Stadion Aleja Wodzisław Śląski, Wodzisław Śląski Sędzia: Mariusz Złotek (Stalowa Wola) |
|                        |                       |          |               |                                                                                        |

| 28 kwietnia 2009 17.30 | GKS Bełchatów | 0 – 20-1 | Odra Wodzisław Śląski · Moskal 16' · Wodecki 80' | Stadion GKS Bełchatów, Bełchatów Sędzia: Erwin Paterek (Lublin) |
|                        |               |          |                                                  |                                                                 |

| 22 kwietnia 2009 17.30 | Śląsk Wrocław · Celeban 12' · Sotirović 45' · Biliński 49' | 3 – 02-0 | Arka Gdynia | Stadion Oporowska, Wrocław Sędzia: Sebastian Jarzębak (Bytom) |
|                        |                                                            |          |             |                                                               |

| 29 kwietnia 2009 17.30 | Arka Gdynia · Moskalewicz 82' | 1 – 00-0 | Śląsk Wrocław | Stadion GOSiR, Gdynia Sędzia: Jacek Walczyński (Lublin) |
|                        |                               |          |               |                                                         |

### Finał
| 13 maja 2009 20:00 | Odra Wodzisław Śląski | 0 – 10-1 | Śląsk Wrocław · Ulatowski 31' | Stadion Aleja Wodzisław Śląski, Wodzisław Śląski Sędzia: Marcin Szulc (Warszawa) |
|                    |                       |          |                               |                                                                                  |